# Gignese
Gignese là một đô thị ở tỉnh Verbano-Cusio-Ossola trong vùng Piedmont, có cự ly khoảng 110 km về phía đông bắc của Torino và khoảng 8 km về phía nam của Verbania. Tại thời điểm ngày 31 tháng 12 năm 2004, đô thị này có dân số 913 người và diện tích là 14,9 km².
Đô thị Gignese có các frazioni (đơn vị cấp dưới, chủ yếu là các làng) Alpino Cignese, Nocco, và Vezzo.
Gignese giáp các đô thị: Armeno, Brovello-Carpugnino, Omegna, Stresa.